# Tobias Seicherl
Tobias Seicherl ist die Titelfigur eines Comics des Karikaturisten Ladislaus Kmoch, die als Daily strip ab dem 5. Oktober 1930 in der österreichischen Boulevardzeitung Das Kleine Blatt der Druck- u. Verlagsanstalt Vorwärts erschien. Tobias Seicherl kann somit als erster kontinentaleuropäischer „Daily Strip“ bezeichnet werden.

## Figuren
Seicherl (wienerisch: „schwachbrüstiger Kerl“) stellte als mit Hitler sympathisierender Kleinbürger das genaue Gegenteil der sozialistischen Klientel der Zeitung dar. Sein Hund Struppi war Seicherls steter Begleiter, der die Handlungen seines Herrchens mit der Stimme der Vernunft kommentierte.

## Erscheinen
Die Bildergeschichten erschienen in der Zeitung Das Kleine Blatt vom 5. Oktober 1930 bis zum 30. Juli 1939 (und danach noch bis zum Frühjahr 1940 sporadisch), wobei die Inhalte nach der Einführung des Ständestaates in Österreich 1934 unpolitisch wurden. Aufgrund der Popularität des Seicherl erschienen schon 1933 die ersten Sonderbände. Nach dem Zweiten Weltkrieg wurden die Seicherl-Geschichten von 1958 bis zum 23. Dezember 1961 in verschiedenen Wiener Zeitungen, unter anderem im Wiener Wochenblatt, veröffentlicht, ohne an die früheren Erfolge anknüpfen zu können.